# Bataille d'Octodure
Guerre des Gaules
Batailles
- Magetobriga (60)
- Arar (58)
- Cavillonum (58)
- Bibracte (58)
- Ochsenfeld (58)
- L'Aisne (57)
- Le Sabis (57)
- Octodure (57)
- Morbihan (navale) (56)
- Vernix (56)
- Expéditions en Bretagne (55 et 54)
- Aduatuca (54)
- Avaricum (52)
- Gergovie (52)
- Lutèce (52)
- Alésia (52)
- Uxellodunum (51)

La bataille d'Octodure oppose une légion romaine, la XII Fulminata, aux peuples des Alpes à l'automne 57 av. J.-C..
Jules César y consacre un chapitre de son livre De Bello Gallico où il relate l'épisode comme une glorieuse victoire suivi d'un repli stratégique. En fait, les Romains ont peut-être été battus et repoussés au-delà du Léman et les peuples celtes du Valais ne seront soumis qu'en l'an 15 av. J.-C. sous Auguste par le futur empereur Tibère.

## Contexte
Jules César vient de mater une grande coalition belge aux batailles de l'Aisne et du Sabis (auparavant identifiée, à tort, à la Sambre) et toute la Gaule belgique est sous contrôle romain. César a quasiment pacifié entièrement la Gaule après ces deux campagnes militaires.
À l'automne de l'an 57 av. J.-C., Servius Sulpicius Galba est envoyé par César avec une légion (la XII, elle aussi de retour de Gaule belgique) et une partie de la cavalerie pour ouvrir un chemin à travers les montagnes, chez les Nantuates, les Véragres et les Sédunes, dont le territoire s'étend depuis le pays des Allobroges, le lac Léman et le Rhône jusqu'aux Hautes-Alpes. La mission consiste à ouvrir une route marchande à travers les Alpes et de prendre aux autochtones les péages lucratifs du Mont-Joux (Grand-Saint-Bernard).

## Prémices
Galba quitte le territoire déjà soumis des Allobroges avec la douzième légion et une partie de la cavalerie. À l'extrémité est du lac Léman, il pénètre dans le pays des Nantuates. Après quelques heureux combats et la prise de plusieurs forteresses, la paix est signée avec les Nantuates. Il laisse derrière lui deux cohortes en cantonnement. Il poursuit jusqu'au pays des Véragres. Parvenus au vicus d'Octodure (aujourd'hui Martigny, en Valais), les Romains repoussent les Gaulois au-delà de la rivière qui sépare le bourg en deux et commencent à installer leurs quartiers d'hiver dans la vallée laissée vide. L'armée romaine hiverne alors dans cette ville, contrôlant ainsi le passage stratégique du col du Grand-Saint-Bernard.

## Déroulement de la bataille
Quelques jours après leur installation, à la grande surprise des Romains (qui ont pris la précaution de se faire remettre de nombreux enfants gaulois en otage), les éclaireurs annoncent à Galba que la partie du vicus laissée aux autochtones a été vidée. Une multitude de guerriers véragres, aidés par leurs voisins les Sédunes, se sont massés sur les hauteurs et harcèlent le camp romain de leurs flèches. Après 6 heures de combat, les Gaulois forcent les retranchements et comblent le fossé. Les troupes romaines sont épuisées et à court de munitions. Une sortie est tentée et le combat tourne rapidement à l'avantage des Romains qui auraient massacré 10 000 guerriers gaulois, mettent les autres en fuite et brûlent toutes les maisons du bourg. Craignant que ses ennemis se réorganisent après la bataille d'Octodure, Galba ramène sa légion chez les Allobroges pour y passer l'hiver, ce qui est sans doute le signe d'une bataille moins décisive que le récit de César veut nous le faire croire.

### Sources
- Jules César (trad. Désiré Nisard), La Guerre des Gaules, Didot, Paris, 1865 (lire en ligne).